# El Camino (musikalbum)
El Camino är ett musikalbum av den amerikanska rockgruppen The Black Keys, utgivet i december 2011 på skivbolaget Nonesuch Records. Det är deras sjunde studioalbum och samproducerades av gruppen tillsammans med Danger Mouse. Albumet är uppkallat efter bilen Chevrolet El Camino, men på framsidans omslag syns en helt annan bilmodell, minibussen Plymouth Voyager.
El Camino fick bland musikkritiker ett mycket gott mottagande och har snittbetyget 84 på sidan Metacritic. Albumet kom att tilldelas en Grammy för årets bästa rockalbum, och låten "Lonely Boy" tilldelades två i kategorierna bästa rockframförande och bästa rocklåt.

## Låtlista
(alla låtar komponerade av Dan Auerbach, Patrick Carney och Danger Mouse)
1. "Lonely Boy" - 3:13
2. "Dead and Gone" - 3:41
3. "Gold on the Ceiling" - 3:44
4. "Little Black Submarines" - 4:11
5. "Money Maker" - 2:57
6. "Run Right Back" - 3:17
7. "Sister" - 3:25
8. "Hell of a Season" - 3:45
9. "Stop Stop" - 3:30
10. "Nova Baby" - 3:27
11. "Mind Eraser" - 3:15

## Listplaceringar
- Billboard 200, USA: #2[3]
- UK Albums Chart, Storbritannien: #6[4]
- Australien: #3[5]
- SNEP, Frankrike: #21[6]
- Nederländerna: #10[7]
- Italien: #29[8]
- Spanien: #7[9]
- Hitlisten, Danmark: #16[10]
- VG-lista, Norge: #11[11]
- Sverigetopplistan: #44[12]